# Tilia callidonta
Tilia callidonta är en malvaväxtart som beskrevs av Hung T. Chang. Tilia callidonta ingår i släktet lindar, och familjen malvaväxter. Inga underarter finns listade i Catalogue of Life.